# Straßenbahnunfall auf der Summer Street Bridge
Bei dem Straßenbahnunfall auf der Summer Street Bridge in Boston, Massachusetts, stürzte am 7. November 1916 eine stark besetzte Straßenbahn in den Fort Point Channel, wobei etwa 50 Fahrgäste ums Leben kamen – die Angaben variieren je nach Quelle zwischen 47 und 52 Toten. Dies war einer der schwersten Straßenbahnunfälle weltweit.

## Ausgangslage
Für die Signalisierung für bewegliche Brücken kreuzende Straßenbahnen bestanden keine einheitlichen Regeln. Bei der Summer Street Bridge befand sich ein Absperrgitter etwa 8,5 Meter vor der Stelle, an der die Brücke wegschwenkte. 60 Meter vor dem Absperrgitter befand sich eine Tafel, die Halt gebot. Dort musste der Fahrer anhalten und die Situation überprüfen.
Am Unfallfahrzeug, dem Triebwagen Nummer 393, waren erst am Nachmittag die Bremsen justiert worden und das Fahrzeug war eine Woche zuvor in der Inspektion gewesen. Dabei wurden keine technischen Mängel festgestellt. Auch funktionierten die Bremsen zuvor einwandfrei.
Am Unfalltag herrschte reger Verkehr auf Bostons Straßen. Viele Menschen wollten eine aktuelle Zeitung kaufen, um die Ergebnisse der 33. Präsidentschaftswahl zu erfahren. Eine ungewöhnlich hohe Zahl an Fahrgästen wollte dann in die Wohnquartiere transportiert werden. Der Wagen 393 wurde als Extrawagen eingesetzt, um die hohe Nachfrage zu decken. Der Fahrer fuhr außerplanmäßig auf einer Strecke, die ihm nicht geläufig war.

## Unfallhergang
Der Unfall geschah bei Dunkelheit und einer Geschwindigkeit von 15 bis 20 km/h. Der Fahrer hatte vorschriftswidrig nicht an dem Stoppschild gehalten, das Fahrzeug aber soweit abgebremst, dass ein Fahrgast aufspringen konnte. Der Fahrer bemerkte dann offensichtlich sehr spät, dass die Absperrgitter geschlossen waren und die bewegliche Brücke geöffnet war. Er sagte hinterher aus, dass er sofort gebremst und den Motor habe rückwärts laufen lassen. Das aber reichte nicht mehr aus, das Fahrzeug aufzuhalten. Es durchbrach die Absperrgitter, stürzte in den Kanal und ging schnell vollständig unter.

## Folgen
Lediglich sieben Fahrgäste überlebten den Unfall, außerdem der Fahrer und der Schaffner. Der Fahrer wurde strafrechtlich nicht belangt, weil die Installation des unbeleuchteten Stoppschildes und der geringe Abstand der Absperrgitter zur Gefahrenstelle nachträglich als mangelhaft bewertet wurden. Andererseits wurde der Unfall offensichtlich dadurch verursacht, dass der Fahrer unaufmerksam gegenüber den technischen Sicherungen war.
Bereits am 21. November 1916 wurden dann von der Aufsichtsbehörde – zunächst vorläufige – einheitliche Regeln für die Ausschilderung, die Beleuchtung, das Bremsen und den Abstand zwischen Absperrgitter und Gefahrenstelle an Zug- und Drehbrücken erlassen.